# Cicindela transbaicalica
Cylindera transbaicalica (лат.) — вид жуков-жужелиц из подсемейства скакунов. Суббореальный гумидный восточно-палеарктический вид. Россия (Прибайкалье, Забайкалье, юг Дальнего Востока); Монголия, Китай, Северная Корея, Япония. Длина тела имаго около 1 см. В Бурятии обитает на песчаных берегах водоемов и осыпи в тайге, в пойменном березово-осиновом лесу; иногда в агроландшафтах (в Гусиноозерской котловине отмечен на капустном поле).